# Remo Palmieri
Remo Palmieri (* 29. März 1923; † 2. Februar 2002) war ein US-amerikanischer Jazz- und Swing-Gitarrist.

## Leben und Wirken
Remo Palmieri beherrschte schon elfjährig Gitarre und spielte mit zwölf Jahren Bass. Bereits mit sechzehn Jahren wurde er Berufsmusiker; ab 1942 spielte er mit dem Trio von Nat Jaffe. Seine ursprüngliche Absicht beim Start einer Profi-Karriere als Gitarrist hatte in der Finanzierung seines Studiums der Bildenden Kunst bestanden, da er zunächst den Berufswunsch Bildender Künstler hatte. Kurze Zeit darauf spielte er mit Coleman Hawkins (1943), Red Norvo (1944), Billie Holiday, Lena Horne, Sarah Vaughan und Mildred Bailey (1944) und Phil Moore (1944–45) sowie in den Bands von Buddy Rich, Mary Lou Williams und Barney Bigard. In diesen Jahren erarbeitete er sich mit seinem in der Tradition von Charlie Christian stehenden Instrumentenstil den Ruf als einer der vielversprechendsten Jazz-Gitarristen der US-Ostküste. Palmieri war auch ein Mitglied des Teddy Wilson All-Star Sextetts. In den Jahren des Recording Ban von 1942 bis 1944 nahm die Gruppe eine Swing V Disc (Schellack No. 595B) mit dem Titel Blues Stompin’ at the Savoy auf. Bekannt im Bebop-Umfeld wurde er durch seine Mitwirkung an den Stücken Groovin’ High und All the Things You Are mit Dizzy Gillespie am 28. Februar 1945.
Ebenfalls 1945 wandte Palmieri sich weitgehend vom Jazz ab und begann die Mitarbeit als Studiomusiker bei CBS für die Arthur Godfrey Show; eine Tätigkeit, die bis 1972 seine Hauptbeschäftigung ausmachte. Palmieris erneute Beschäftigung mit Jazz begann 1974, als er für einige größere Konzerte dem Orchester von Benny Goodman beitrat. 1977 nahm er gemeinsam mit Herb Ellis die LP Windflower für Concord Records auf; ferner nahm er von 1972 bis 1992 mit Ruby Braff, Max Morath, Yasushi Sawada, Benny Carter, Louie Bellson und Joe Wilder auf. Im Bereich des Jazz war er laut Tom Lord zwischen 1944 und 1992 an 78 Aufnahmesessions beteiligt.
Palmieri sollte später das letzte „i“ in seinem Nachnamen entfernen.